# قورس متغاير
قورس متغاير (الاسم العلمي: Coris variegata) هو نوع من الأسماك يتبع جنس القورس من الفصيلة اللبروسية.